# Marian Lebiedzik
Marian Lebiedzik (* 13. května 1975 Karviná) je český ekonom, vysokoškolský pedagog a také proděkan na OPF SU. V letech 2008 až 2016 zastupitel Moravskoslezského kraje (z toho v letech 2008 až 2012 náměstek hejtmana), od roku 2010 starosta obce Petrovice u Karviné, bývalý člen ČSSD.

## Životopis
Narodil se 13. května 1975 v Karviné. V letech 1989–1993 studoval na gymnáziu v Karviné. Po maturitě vystudoval na Ekonomické fakultě Vysoké školy báňské (EF VŠB) obor národohospodářství (1993–1998). V akademickém roce 1997/1998 absolvoval doplňující pedagogické studium na Pedagogické fakultě Ostravské univerzity v oboru učitelství ekonomických předmětů pro střední školy. V roce 2002 získal v oboru ekonomie doktorát na EF VŠB. Od roku 2000 do roku 2008 pracoval jako odborný asistent na katedře ekonomie Obchodně podnikatelské fakulty Slezské univerzity. Roku 2006 byl na této fakultě jmenován proděkanem pro rozvoj a vnější vztahy. V roce 2008 mu byla udělena docentura. Věnuje se problematice světové ekonomiky a evropské integrace. Je ženatý a má dvě dcery.

## Politika
V roce 2002 byl za ČSSD zvolen zastupitelem v Petrovicích u Karviné, kde v letech 2002 až 2010 zastával funkci místostarosty. Dne 10. listopadu 2010 byl zvolen starostou obce. Ve volbách v letech 2014 a 2018 post za ČSSD obhájil.
Na podzim roku 2008 byl zvolen do krajského zastupitelstva Moravskoslezského kraje a následně do krajské rady jako náměstek hejtmana zodpovědný za regionální rozvoj, evropské fondy a operační programy. Je členem národohospodářské komise ČSSD. V krajských volbách v roce 2016 obhajoval za ČSSD post krajského zastupitele, ale neuspěl.
Ve volbách do Senátu PČR v roce 2020 kandidoval jako nestraník za stranu Dobrá volba 2016 v obvodu č. 75 – Karviná. Se ziskem 7,51 % hlasů skončil na 6. místě a do druhého kola nepostoupil.